# Limnophora lopesae
Limnophora lopesae este o specie de muște din genul Limnophora, familia Muscidae, descrisă de Carvalho și Adrian C. Pont în anul 2005. Conform Catalogue of Life specia Limnophora lopesae nu are subspecii cunoscute.